# 白日寺 (安多县)
白日寺，坐落于中华人民共和国西藏自治区那曲市安多县的一座藏传佛教格鲁派寺院，由索梅尔根·阿旺洛珠于1679年创建。

## 历史
1679年，索梅尔根·阿旺洛珠创建白日寺。相传，阿旺洛珠从西藏到蒙古传经时，蒙古信徒送其一顶蒙古包，之后被用作“帐篷寺庙”。白日寺帐篷寺庙是现今西藏唯一的蒙古包帐篷寺庙。
2017年11月6日，白日寺被西藏自治区人民政府公布为第七批自治区级文物保护单位。
2021年8月26日，班禅额尔德尼·确吉杰布到安多县滩堆乡昂青村白日寺调研，看望信教群众、慰问僧尼、讲经、礼佛，并在在白日寺为帐篷寺庙开光加持，与白日寺僧人合影留念。